# Kincsem repülőtér
A Kincsem Airport (másképpen a Tápióbicskei repülőtér) egy nem nyilvános, 800 m hosszú, füves kifutópályás repülőtér, üzemeltetője az East Line Air Team. Nincs kivilágítása.

## Fekvése
A repülőtér a tápiószentmártoni Kincsem Park mellett található.

## Története
A második világháború alatt magyar és német hadi repülők használták, majd 1944 végén szovjet csapatok települtek oda. 1957-től a Szolnokon és Kiskunlacházán települő szovjet vadászezredek kitelepülő reptereként üzemelt, majd 1979-től lett a tököli repülőtéren állomásozó 515. vadászezred tartalék repülőtere. A tököli egység rendszeresen végzett ide való kitelepülési gyakorlatokat, legutoljára 1984-ben, amikor innen fölszállva egyik pilótájuk lezuhant. Erről a kitelepülésről Vándor Károly Légierő társbérletben című könyvében számos fotó látható, többek között egy 1977-es színes légi felvételen gyönyörűen megfigyelhető a teljes repülőtér. A repülőtér egykori irányítótornya most díjugrató versenyeken közvetítőtoronyként üzemel. A repülőtér talaja ősgyep, emiatt stabil még esős idő esetén is.

## Szabályzat
A repülőteret a Kincsem Lovaspark látogatásához lehet igénybe venni, előzetes engedéllyel. A lovaspark és a lovas pályák fölé berepülni  nem megengedett. Környezet- és zajvédelmi okokból gyakorló repülésekre nincs lehetőség.

## Külső hivatkozások
A repülőtér weboldala